# Alto del Moncayo
El Alto del Moncayo o Puerto del Moncayo es un puerto de montaña situado en el Moncayo, en el Sistema Ibérico. Se sitúa en la Provincia de Zaragoza, Aragón en España. 
Es un lugar precioso con diferentes tipos de árboles y vegetación. Se encuentra en la falda del Moncayo, ya que este pico tiene 2314 m s. n. m. y el Alto del Moncayo tan solo llega a los 1565 m s. n. m., por lo que el puerto podría tener una dureza mayor. 
Las diferentes vertientes del puerto atraviesan el famoso Sanatorio de Agramonte, la ciudad de Agreda, el Monasterio de Veruela, el poblado de Vera de Moncayo e incluso una vertiente comienza en la ciudad de Tarazona.

## Cómo llegar
Una de las formas de llegar es a través de la N-122 a su paso por Tarazona dirección Zaragoza desviándose hacia la derecha yendo al Moncayo, donde comienza la ascensión.

## Ciclismo
Debido al conocimiento por parte de la población tanto aragonesa como española, el Alto del Moncayo nunca ha sido desconocido. Esta ascensión tiene unas cuantas variantes, ya sea empezando desde Tarazona o desde el Monasterio de Veruela.

### Vertiente por Tarazona
Esta vertiente es la más dura de todas. El puerto comienza en Tarazona y hasta los 14 km y 1097 m, no hay un ápice de sombra y puede haber un poco de tráfico. Tras sobrepasar el Sanatorio de Agramonte todo es tranquilidad y paz, con árboles que tapen un poco el cierzo y el sol hasta la cima. En cuanto a la carretera no presenta grandes pendientes. El km más duro es del 6,3% y su pendiente máxima llega hasta el 9,6%. La gran dificultad de este puerto es su longitud. Los 24,4 km de puerto no dejan tranquilo a nadie, aunque la pendiente no sea alta. El puerto tiene una longitud de 24,4 km y una pendiente media del 4,45%, por lo que se le podría considerar un puerto de Categoría Especial (HC) o de 1.ª categoría.

### Vertiente por Monasterio de Veruela
Esta vertiente es menos dura que la anterior; tiene menos desnivel acumulado, tiene mucha menos pendiente media y tan solo supera en unos 200 m a la anterior vertiente. Al igual que esta última el puerto no presenta grandes dificultades excepto en su longitud, pero su pendiente es mucho menos dura. Su pendiente máxima es entorno al 7% y 8%. Su longitud es de 24,6 km y su pendiente media del 3,68%. Se le considera un puerto de 2.ª o incluso 3.ª categoría.

### Vertiente por Embalse de Val
Esta vertiente no tiene mucho que contar. Es mucho menos exigente, ya que su longitud es menor (11,5 km). Su pendiente media es del 4,68%. Es considerado de 3.ª categoría.

### Vertiente por Vera del Moncayo
Esta vertiente es la menos dura de todas. Comienza en Vera de Moncayo y es prácticamente llana hasta faltar 6,5 km. Su longitud es de 12,3 km y su pendiente media del 3,41%. Es considerado de 3.ª categoría.

## Vuelta a España
Este puerto ha sido ascendido varias veces en la Vuelta a España. La primera de ellas fue en la contrarreloj individual de 38,8 km de la 11.ª etapa de la Vuelta a España 2013
La segunda vez fue en la contrarreloj individual de la 10.ª etapa de la Vuelta a España 2014 desde el Monasterio de Veruela hasta Borja. 
La tercera vez fue como puerto de paso en la 13.ª etapa de la Vuelta a España 2015 y fue catalogado de 3.ª categoría, aunque fue subido por una vertiente menos dura que la de Tarazona.